# NGC 1533
NGC 1533 este o galaxie lenticulară situată în constelația Peștele de Aur. A fost descoperită în 5 decembrie 1834 de către John Herschel. Se află la o distanță de 20,89 de megaparseci de Pământ.